# Film de război
Filmul de război este un gen de film în care sunt descrise războaie, de obicei lupte aeriene, navale sau terestre, uneori concentrându-se în schimb pe prizonierii de război, operațiuni sub acoperire, instruirea militară sau alte subiecte conexe. Unele filme de război se concentrează asupra vieții de zi cu zi a militarilor sau civililor în timp de război fără a descrie lupte propriu-zise. Scenariile acestor filme pot fi de ficțiune, bazate pe istorie, documentare dramatice, biografice sau ficțiune de istorie alternativă.
Scenaristul și cercetătorul Eric R. Williams identifică unsprezece super-genuri în taxonomia sa a scenariștilor, susținând că toate filmele narative de lungmetraj pot fi clasificate după aceste super-genuri. Aceste 11 super-genuri sunt de acțiune, polițist, fantastic, groază, romantism, științifico-fantastic, slice of life, sport, thriller, război și western.

## Film anti-război
Termenul de film anti-război este folosit pentru a descrie filmele de război care prezintă privitorului durerea și oroarea provocată de război.

## Istorie

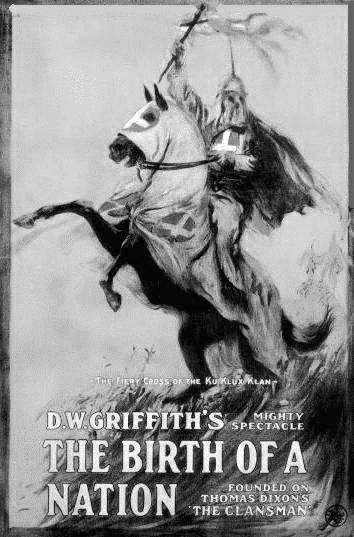
Afișul alb-negru al filmului Birth of a Nation

Unul dintre filmele mute cele mai influente de la începutul secolului al XX-lea este The Birth of a Nation (1915), care a stabilit numeroase convenții pentru filmele de război și pentru filmele artistice în general. Acest film a fost descris ca fiind un mare film pentru o cauză teribilă.